# Josef Myslivec (fotbalista)
Josef Myslivec (* 31. března 1939) je bývalý český fotbalista, obránce.

## Sportovní kariéra
V československé lize hrál za TJ Sklo Union Teplice, nastoupil ke 124 ligovým utkáním. V roce 1969 odešel do Slovanu Liberec.

## Ligová bilance
| Ročník                                   | Zápasy | Góly | Klub          |
| ---------------------------------------- | ------ | ---- | ------------- |
| 1. československá fotbalová liga 1964/65 | 21     | 0    | TJ SU Teplice |
| 1. československá fotbalová liga 1965/66 | 26     | 0    | TJ SU Teplice |
| 1. československá fotbalová liga 1966/67 | 25     | 0    | TJ SU Teplice |
| 1. československá fotbalová liga 1967/68 | 26     | 0    | TJ SU Teplice |
| 1. československá fotbalová liga 1968/69 | 26     | 0    | TJ SU Teplice |
| CELKEM 1. liga                           | 124    | 0    |               |